# Киркос, Леонидас
Леонидас Киркос (греч. Λεωνίδας Κύρκος; 12 октября 1924 — 28 августа 2011) — греческий политик левого толка, депутат парламента Греции и Европейского парламента.

## Биография
Леонидас Киркос родился в Ираклионе на Крите в семье греческого политика Михаила Киркоса, который в 1951 году вместе с Иоаннисом Пасалидисом и другими деятелями левого толка создал Единую демократическую левую партию (ЭДА).
С 1932 года семья Леонидаса Киркоса поселилась в Афинах и он учился в Экспериментальной школе Афинского университета. В 1942 году он поступилфакультет медицины человека в Афинский университет, но так и не закончил его из-за политических преследований — ещё в подростковом возрасте Киркос вступил в коммунистическую молодёжную организацию, а в 1941 году присоединился к сопротивлению немецким оккупантам. Во время декабрьских событий в Афинах принимал участие в боях в районе Экзархион-Неаполь.
В период гражданской войны в Греции, последовавшей за освобождением страны в 1944 году, Киркос неоднократно подвергался арестам и тюремному заключению за членство в Коммунистической партии (впервые в 1946 году на 8 месяцев), а в 1949 году был приговорён к смертной казни вместе с другими левыми, включая Манолиса Глезоса. Только международное давление и кампания солидарности помогли ему и ряду его товарищей выжить, добившись в конечном итоге замены высшей меры тюремным сроком и выйдя на свободу в 1953 году. Много лет проработал журналистом левой газеты «Авги»: сначала репортёром (1953—1959) а а затем её директором (1959—1962) и одним из редакторов левой газеты (1962—1967)..
Киркос избирался депутатом парламента Греции от ЭДА на выборах 1961, 1963 и 1964 годов. После государственного переворота 21 апреля 1967 года, приведшего к власти военную хунту «чёрных полковников», он был арестован и провёл в тюрьме пять лет. В условиях раскола Коммунистической партии Греции 1968 года Киркос, как и многие заключённые коммунисты, встал на сторону сочувствующих «Пражской весне» и «социализму с человеческим лицом», внеся свой вклад в создание еврокоммунистической Компартии Греции (Внутренней).
После восстановления демократии в 1974 году он избирался депутатом парламента в 1974 году от «Объединённых левых» и в 1977 году от Альянса прогрессивных и левых сил — двух политических формирований, в которых участвовала КПГ (Внутренняя). Затем был избран депутатом Европарламента в 1981 и 1984 годах. В 1985 году он уступил свое место в Европейском парламенте Костасу Филинису, чтобы возглавить партию на предстоящих парламентских выборах, на которых он получил единственное место, завоёванное партией. 
Киркос занимал посты председателя и генерального секретаря Коммунистической партии Греции (Внутренняя) до раскола апреля 1987 года, когда он возглавил новую партию «Греческие левые». Вместе с лидером Коммунистической партии Греции Харилаосом Флоракисом они подписали соглашение о создании Коалицию левых и прогресса (Синаспизмос), секретарем которой он был до марта 1991 года. Он был депутатом от коалиции с 1989 по 1993 год, избираясь на всех трёх промежуточных выборах. Стал объектом резкой критики со стороны ПАСОК за участие Коалиции в правительстве Дзаннетакиса.
В 2000 году его партия почётно выдвинула его на пост президента Греции. Синаспизмос стал ядром новой Коалиции радикальных левых (СИРИЗА), но когда от неё откололась партия «Демократические левые» (ДИМАР), он заявил о поддержке последней в письме 2010 года. В своем последнем письме Леонидас Киркос отметил, что борьба за социализм с демократией, свободой и уважением к человеку должна продолжаться, поскольку другого решения для мира не существует; при этом отвергая насилие и нетерпимость.
Киркос умер 28 августа 2011 года в возрасте 86 лет после продолжительной болезни. Его похороны состоялись на Первом кладбище Афин 31 августа. Коалиция простилась с ним, подчеркнув, среди прочего, что он был «первопроходцем, проницательным и бескомпромиссным лидером левых».
Его сын Мильтос Киркос в 2014 году был избран депутатом Европарламента от социал-либеральной партии «Потами».